# Carebara silvestrii
Carebara silvestrii är en myrart som beskrevs av Santschi 1914. Carebara silvestrii ingår i släktet Carebara och familjen myror. Inga underarter finns listade.